# اریک رودس (بازیگر پورنوگرافی)
اریک رودس (به انگلیسی: Erik Rhodes؛ ۸ فوریهٔ ۱۹۸۲ – ۱۴ ژوئن ۲۰۱۲) بازیگر پورنوگرافی اهل ایالات متحده آمریکا بود.